# Billboard Argentina
Billboard Argentina é uma marca de mídia de entretenimento argentina mensal de música inspirada no periódico estadunidense Billboard. Assim como sua versão estadunidense, a Billboard Argentina publica artigos que envolvem entrevistas, análise de tendências do setor, mostra e libera críticas, notícias, vídeo, opinião, eventos, estilo e o gráfico Billboard Argentina Hot 100, lançado em outubro de 2018. A Billboard Argentina foi fundado em 2013.